# Bindheimita
La bindheimita és un mineral comú, però actualment questionada com a espècie. Moltes de les mostres corresponen a l'oxiplumboromeïta recentment descrita, del grup romeïta de minerals. És un antimonat de la classe dels òxids que rep el seu nom del químic alemany Johann Jacob Bindheim (1750-1825), el primer a analitzar-la. Va ser descoberta als dipòsits Ag-Pb-Zn de Nertschinsk, Sibèria, Rússia.

## Característiques
Cristal·litza en el sistema isomètric. Es troba comunament de forma fibrosa, en masses criptocristal·lines i en incrustacions; rarament opalí. La seva lluïssor és mat i la fractura concoidal.

## Formació i jaciments
La bindheimita és un mineral secundari que es troba en les zones oxidades de dipòsits d'antimoni que contenen plom, un producte d'oxidació freqüent de Pb-Sb-sulfosals. Apareix associada a zinkenita, tetraedrita, quars, pirita, plumbojarosita, mini, massicot, jamesonita, galena, dolomita, calcopirita, cerussita, calcita, bournonita, barita i argentojarosita.
La bindheimita ha estat trobada a tots els continents del món, excepte l'Antàrtida. Als territoris de parla catalana ha estat descrita a la Collada Verda, a Abella-Pardines (Ripollès, Girona); la mina d'antimoni de Montenartró, a Llavorsí (Pallars Sobirà, Lleida; la mina Campoy, a la Vall d'Uixó (Província de Castelló), a Villahermosa del Río i la mina La Amorosa (Castelló).

## Varietats
- La coronguita, o bindheimita argèntica, és una varietat de la bindheimita amb presència d'argent a la seva composició, amb fórmula: (Pb,Ag)2-ySb2-x(O,OH,H₂O)₇. Rep el nom de la localitat peruana de Corongo, on va ser trobada per primera vegada. També ha sigut trobada a Pasacancha, també al Perú, i a Aurouze (Alt Loira, França).[2][3]
- La taznita és un mineral terrós o fibrós de color groguenc, probablement una bindheimita a atelestita impura. Va ser descrita originàriament a Cerro Tazna, Potosí, Bolívia.[4]